# Јован Деретић
Јован Р. Деретић (Оровац, 22. јануар 1934 — Београд, 16. март 2002) био је српски историчар књижевности и универзитетски професор.

## Биографија
Основну школу завршио у Оровцу, гимназију у Требињу и Врбасу. Дипломирао на Филозофском факултету у Београду 1958. године на групи за југословенску књижевност са општом књижевности. Докторат књижевних наука стекао на Филозофском факултету 1966. године тезом „Композиција Горског вијенца“.
Од 1981. као редовни професор предавао је на Филолошком факултету српску књижевност.
Један је од покретача часописа „Књижевна историја“ 1968. Одговорни уредник овог часописа постаје 1972. године.
Аутор је запажених студија о српским писцима XVIII и 19. века и предавач на више домаћих и страних универзитета. Проучавао је усмено народно песништво и књижевну периодику. Од 1982. био је члан Централног комитета СК Србије и његовог Председништва.
Био је члан Удружења књижевника Србије.
Не треба га мешати са представником аутохтонистичке школе Јованом И. Деретићем.

## Награде
- За „Историју српске књижевности“ добио је Октобарску награду града Београда.
- За дело Српски роман 1800—1950 добио је Нолитову награду 1981. године.

## Одабрана дела
- Доситеј и његово доба (1969)
- Композиција Горског вијенца (1969)
- Поетика Доситеја Обрадовића (1974)
- Огледи из народног песништва (1978)
- Алманаси Вуковог доба (1979)
- Видаковић и рани српски роман (1980)[3]
- Српски роман 1800 – 1950 (1981)
- Историја српске књижевности (1983)
- Горски вијенац П. П. Његоша (1986)
- Пут српске књижевности, (1996)
- Поетика српске књижевности (1997)
- Етиде из старе српске књижевности (2000)[4]
- Огледи из српске књижевности (2007)[5]